# 民国紀事本末
『民国紀事本末』は、中国四川省出身の劉仲敬が編纂し、2013年に出版された私家版の歴史書である。 
本書は、文語体で編年体と紀事本末体を混じったスタイルで書かれており、民国の憲法改正の解説を行い、民国の憲法改正と政治的出来事を詳しく説明している。 この本で著者の劉仲敬は有名になり、鳳凰衛視の『本を8分開く』で紹介された。
本書は12章から構成されている。 孫文の革命党が起こした辛亥革命に始まり、1996年中華民国総統選挙で幕を閉じる。

## 評価
華東師範大学の許紀霖教授は、この本を「奇人、奇書」と呼び、「この学生は、盛りを過ぎたばかりだが、稀に見る奇人であり、学者である」と述べた。
| 「 | 而立の年を迎えたばかりのこの学生は、稀代の変わり者であり、学者である。 東洋と西洋を結ぶ偉大な知識と洞察力を持つ、現代の学問界では稀有な天才である。 | 」 |

歴史家の王暁漁によれば、中国近代史には2つの支配的な物語があり、1つは悲劇的な物語で、もう1つは党派的な物語であるという。 いずれも他者に責任を押し付け、自分自身の問題を省みることに重きを置いていない語り口です。『民国紀事本末』は、この2つの物語とは一線を画し、「編年体と紀事本末体を組み合わせ、憲法の進化に関わるさまざまな出来事を解説したもの」である。 例えば、臨時約法の憲法問題では、劉仲敬は急進的な共和主義という珍しい見解を示している。 当時、民国はすでに同時期の欧米諸国よりも高度な普通選挙権を獲得していたが、初期共和国の危機は立憲主義をはるかに超える革命的思考をもたらしが、革命派が提案した解決策は連続革命論だった。また、民国政府の革命外交や反統一的な見解も頻繁に見られる。「中国の史書は自らの悪行には決して触れない」というのは、中国近代史では常に見落とされていることである。本書が、民国政府がしばしば債務不履行に陥ったことに触れている。これは『民国紀事本末』では珍しいことである。
鳳凰衛視の『本を8分開く』の梁文道司会者は、この本を興味深く読みました。 護法運動、法統を継ぎ、南北両議会の分裂など、すべて憲法上の法律問題である。 これらは言い訳と捉えられがちだが、劉仲敬はこの考えを真摯に受け止めている。

## 参考資料
1. 1 2 3  "不确定的历史？ ——一本奇书《民国纪事本末》引发的争议". 新京報. 16 November 2013. 2018年11月27日時点のオリジナルよりアーカイブ。2018年11月27日閲覧。
2. 1 2  王晓渔 (29 June 2014). "跳出"党派叙事"". 東方早報. 網易. 2021年8月3日時点のオリジナルよりアーカイブ。2021年8月4日閲覧。
3. ↑  "刘仲敬：恶专制而恋大一统无异于爱苗条而不舍甜食". 鳳凰衛視. 25 March 2014. 2018年9月11日時点のオリジナルよりアーカイブ。2018年11月28日閲覧。